# 1970-es labdarúgó-világbajnokság (döntő)
Az 1970-es labdarúgó-világbajnokság döntőjét 1970. június 21-én rendezték 107 414 néző előtt a mexikóvárosi Azték Stadion-ban. 
A döntőben Brazília és Olaszország találkozott.
A világbajnoki címet Brazília szerezte meg, miután 4–1-re megnyerte a mérkőzést. Ezzel Brazília története harmadik világbajnoki címét szerezve végleg elhódította a Jules Rimet-kupát.

## Út a döntőig

### Eredmények
| Csapat        | M | Gy | D | V | G+ | G– | Gk | P |
| ------------- | - | -- | - | - | -- | -- | -- | - |
| Brazília      | 3 | 3  | 0 | 0 | 8  | 3  | +5 | 6 |
| Anglia        | 3 | 2  | 0 | 1 | 2  | 1  | +1 | 4 |
| Románia       | 3 | 1  | 0 | 2 | 4  | 5  | –1 | 2 |
| Csehszlovákia | 3 | 0  | 0 | 3 | 2  | 7  | –5 | 0 |

| Csapat      | M | Gy | D | V | G+ | G– | Gk | P |
| ----------- | - | -- | - | - | -- | -- | -- | - |
| Olaszország | 3 | 1  | 2 | 0 | 1  | 0  | +1 | 4 |
| Uruguay     | 3 | 1  | 1 | 1 | 2  | 1  | +1 | 3 |
| Svédország  | 3 | 1  | 1 | 1 | 2  | 2  | 0  | 3 |
| Izrael      | 3 | 0  | 2 | 1 | 1  | 3  | –2 | 2 |

## A döntő részletei
| 1970. június 21. 12:00 |

| Brazília                                             | 4–1               | Olaszország    |
| ---------------------------------------------------- | ----------------- | -------------- |
| Pelé 18' Gérson 66' Jairzinho 71' Carlos Alberto 86' | (1–1) Jegyzőkönyv | Boninsegna 37' |

| Azték Stadion, Mexikóváros Nézőszám: 107 412 Játékvezető: Rudolf Glöckner (keletnémet) |

| Brazília | Olaszország |

| GK                   | 1  | Félix          |
| DF                   | 4  | Carlos Alberto |
| DF                   | 2  | Hércules Brito |
| DF                   | 3  | Wilson Piazza  |
| DF                   | 16 | Everaldo       |
| MF                   | 5  | Clodoaldo      |
| MF                   | 8  | Gérson         |
| FW                   | 7  | Jairzinho      |
| FW                   | 10 | Pelé           |
| FW                   | 9  | Tostão         |
| MF                   | 11 | Rivellino      |
| Szövetségi kapitány: |    |                |
| Mário Zagallo        |    |                |

| GK                   | 1  | Enrico Albertosi       |
| DF                   | 2  | Tarcisio Burgnich      |
| DF                   | 5  | Pierluigi Cera         |
| DF                   | 8  | Roberto Rosato         |
| DF                   | 3  | Giacinto Facchetti     |
| MF                   | 10 | Mario Bertini 75'      |
| MF                   | 15 | Sandro Mazzola         |
| MF                   | 16 | Giancarlo De Sisti     |
| FW                   | 13 | Angelo Domenghini      |
| FW                   | 20 | Roberto Boninsegna 84' |
| FW                   | 11 | Luigi Riva             |
| Cserék:              |    |                        |
| MF                   | 14 | Gianni Rivera 84'      |
| MF                   | 18 | Antonio Juliano 75'    |
| Szövetségi kapitány: |    |                        |
| Ferruccio Valcareggi |    |                        |

| Partjelzők: Rudolf Scheurer (svájci) Ángel Norberto Coerezza (argentin) |

| Az 1970-es labdarúgó-világbajnokság győztese |
| -------------------------------------------- |
| · Brazília · 3. cím                          |

## Külső hivatkozások
- FIFA.com, World Cup 1970 Archiválva 2008. szeptember 13-i dátummal a Wayback Machine-ben